# Oliver Massmann

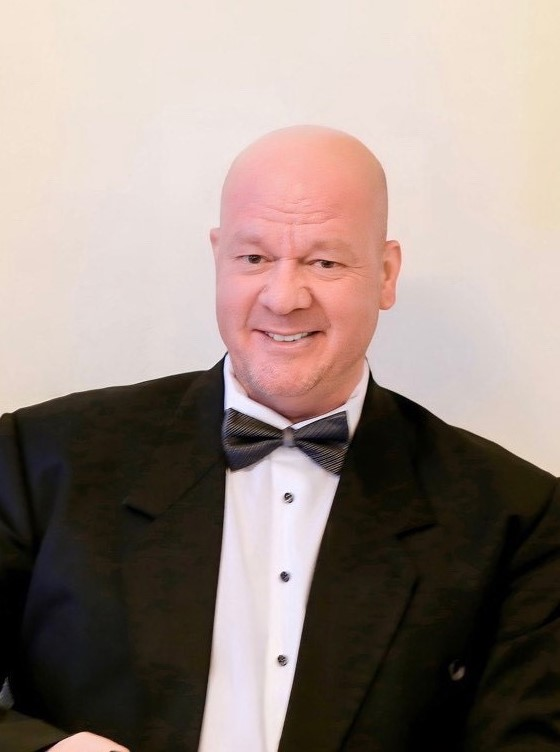
Oliver Massmann (2022)

Oliver Massmann (sinh ngày 25 tháng Tư năm 1966 ở Bottrop, Đức) là luật sư, kế toán tài chính và kiểm toán quốc tế. Ủy ban Châu Âu tại Brussels và Phái đoàn EU tại Hà Nội đã bổ nhiệm ông làm cố vấn chính cho việc thực thi Hiệp định Thương mại Tự do Việt Nam - EU (EVFTA) giai đoạn 2021-2023.

## Cuộc sống

### Quê quán
Oliver Massmann sinh ra ở Bottrop và lớn lên ở Oberhausen. 

### Giáo dục
Massmann học luật tại Đại học Ruhr ở Bochum và tốt nghiệp năm 1994 với Kỳ thi Pháp lý đầu tiên. Sau khi hoàn thành khóa thực tập pháp lý của mình, ông đã vượt qua thành công kỳ thi pháp lý lần thứ hai tại quận của Tòa án khu vực cấp cao ở Düsseldorf vào năm 1997, và giúp ông đủ điều kiện hành nghề thẩm phán. 
Sau khi hoàn thành bằng thạc sĩ luật thuế quốc tế tại Đại học St. Thomas University (Florida), ông được trao bằng Thạc sĩ Luật (LL.M.) vào năm 2005.
Năm 2017, Massmann hoàn thành bằng tiến sĩ Luật Kinh doanh Quốc tế tại Trường Toàn cầu Châu Âu (Đại học) ở Paris và được trao bằng Tiến sĩ. Ông được chứng nhận là kế toán tài chính và kiểm toán viên của Đại học College Birmingham, Anh.

### Ngôn ngữ
Massmann thông thạo tiếng Đức, tiếng Anh và tiếng Việt và tư vấn cho khách hàng của mình bằng những ngôn ngữ này.
Theo lời kể của chính ông, ông đã học tiếng Việt khi còn là sinh viên. Tại Oberhausen, Massmann làm quen với một cựu tướng miền Nam Việt Nam, người đã phát triển một chương trình học ngôn ngữ cho quân đội Mỹ. Massmann đã học tiếng Việt với chương trình này và 40 băng cát-xét mà đại tướng đã dành dụm được khi rời khỏi Việt Nam. Anh ấy đã nghe băng trong hai năm trong ô tô của mình trên đường đến trường đại học.
Năm 1995, Massmann lấy bằng Cao đẳng Tiếng Việt tại Đại học Ngoại ngữ Hà Nội.

### Gia đình
Ông đã lập gia đình và sinh sống cùng gia đình tại Hà Nội và thành phố Hồ Chí Minh.

## Sự nghiệp

### Việt Nam
Massmann lần đầu tiên đến thăm Việt Nam vào năm 1991 và bắt đầu sự nghiệp luật sư của mình vào năm 1999 tại công ty luật Baker & McKenzie của Hoa Kỳ tại Việt Nam với tư cách là cộng sự. Ông được thăng chức thành đối tác tại đó vào năm 2004. Ông chuyển sang công ty luật Duane Morris LLP của Mỹ tại Việt Nam với tư cách là đối tác vào năm 2007. Đồng thời, ông được bổ nhiệm làm Tổng giám đốc công ty con Duane Morris Vietnam LLC có văn phòng tại Hà Nội và Thành phố Hồ Chí Minh.
Massmann đã tư vấn cho chính phủ Việt Nam về việc Việt Nam gia nhập WTO vào năm 2007. Từ năm 2015, Massmann được bổ nhiệm làm cố vấn pháp lý cho đại sứ quán Áo tại Hà Nội.
Năm 2016, Massmann đã có bài thuyết trình trước Quốc hội Việt Nam về tác động của Hiệp định Đối tác Xuyên Thái Bình Dương đối với Việt Nam. Ông được coi là người nước ngoài đầu tiên và duy nhất cho đến nay thuyết trình bằng tiếng Việt trước Quốc hội.
Ông cũng giảng dạy bằng tiếng Việt tại Bộ Tư pháp ở Hà Nội và giảng dạy với tư cách giáo sư thỉnh giảng tại Đại học Ngoại thương Hà Nội.
Massmann thường xuyên thuyết trình cho các tổ chức nhà nước về các chủ đề thương mại, luật, kinh tế và đầu tư liên quan đến Liên minh Châu Âu và Việt Nam.
Từ năm 2015, Massmann được Đại sứ quán Áo tại Hà Nội bổ nhiệm làm luật sư đáng tin cậy.

### Lĩnh vực chuyên môn
Ông đặc biệt tích cực trong các lĩnh vực luật kinh doanh sau:
- Đầu tư trực tiếp nước ngoài Việt Nam
- Thuế doanh nghiệp quốc tế
- Dự án năng lượng, cơ sở hạ tầng và nước
- Lĩnh vực dầu khí, viễn thông
- Tư nhân hóa và đầu tư cổ phần
- Sáp nhập và mua lại (M&A)
- Các vấn đề chung về thương mại, hoạt động đầu tư và kinh doanh tại Việt Nam.

### Thành viên
Massmann là thành viên của Hiệp hội luật sư Berlin. Ông được nhận làm luật sư tại Đức và luật sư nước ngoài tại Việt Nam.
Massmann là trọng tài viên đã đăng ký của Trung tâm Trọng tài Quốc tế Việt Nam (VIAC) và thành viên hội đồng quản trị của Hiệp hội Doanh nghiệp Đức (GBA). Ông cũng đang là đại diện cho Việt Nam, Myanmar và Campuchia của Hiệp hội Doanh nghiệp Đức - Châu Á (DAW) tại Leipzip từ năm 2005.

## Giải thưởng và danh dự (tuyển chọn)

### Giải thưởng Nhà nước
- "Giải thưởng của Bộ Thương mại và Công nghiệp về Nâng cao năng lực ở các nước đang phát triển" do chính phủ Anh trao tặng trong một buổi lễ tại Hiệp hội Hoàng gia Luân Đôn ở London năm 2004.
- Bằng khen vì công lao hỗ trợ ngành Tư pháp Việt Nam của Chủ tịch Ủy ban Nhân dân Hà Nội năm 2008.

### Giải thưởng các tổ chức phi chính phủ
- Chambers toàn cầu, năm 2018 - 2023.
- Chambers Châu Á Thái Bình Dương cho luật doanh nghiệp/M&A Việt Nam, năm 2019 - 2021.
- IFLR 1000 với tư cách là luật sư được đánh giá cao về M&A, năng lượng và cơ sở hạ tầng, năm 2019 và 2022.
- IFLR 1000 với tư cách là luật sự được đánh giá cao về M&A, năng lượng, công nghệ và viễn thông, dầu khí, năm 2020-2022.
- Chambers Châu Á Thái Bình Dương cho Dự án, Cơ sở hạ tầng & Năng lượng - Việt Nam, năm 2020-2023.
- Legal 500 Châu Á Thái Bình Dương về Doanh nghiệp & M&A và Dự án & Năng lượng, Việt Nam, năm 2021.
- The A-List: Top 100 luật sư Việt Nam, năm 2022.

## Xuất bản và truyền thông (tuyển chọn)
Massmann, Oliver: Financing and securing credit in Vietnam , trong: Federal Office for Foreign Trade Information (Bfai), 1998.
Massmann, Oliver: International Private Law Vietnam, trong: Non-European IPR Laws, 1st Edition, 1998.
Massmann, Oliver: Vietnam: Cross-Border Chattel Hiring, trong: Asia-Pacific Tax Bulletin, 2004.
Massmann, Oliver: International Business: Vietnam Ventures, trong: Los Angeles Daily Journal, 2007.
Massmann, Oliver/Rowley, Chris: The Changing face of Vietnamese Management, trong: Routledge, 2009.
Massmann, Oliver: Vietnam - merger and takeover, trong: Asia Bridge, 2014.
Massmann, Oliver: EU Firms to Bid on Public Contracts , trong: Vietnam Investment Review, 2018.
Massmann, Oliver: Vietnam Remains a M&A Magnet, trong: Vietnam Investment Review, 2018.
Massmann, Oliver: Listing Frenzy in Vietnam, trong: Asian Legal Business, 2018.
Massmann, Oliver: Vietnam Set to Try Direct Corporate Power Purchase Agreement, trong: VN Express International, 2018.
Massmann, Oliver: Overcoming Corruption: Vietnam Emerges as Investable Proposition, trong: iGaming Times, 2018.
Massmann, Oliver: Vietnam Considering New, More Promising Feed-in Tariff for Wind Power, trong: Offshore Wind, 2018.
Lai, Stephen (Moderator): EU - Vietnam Free Trade Agreement - An Overview (audio podcast), trong: Heart Of The Matter - A Podcast On Legal Developments From Around The World, 2021.
Lai, Stephen (Moderator): EU - Vietnam Free Trade Agreement - What This Means for Business (audio podcast), trong: Heart Of The Matter - A Podcast On Legal Developments From Around The World, 2021.
Lai, Stephen (Moderator): EU - Vietnam Free Trade Agreement - Dispute Resolution Options (audio podcast), trong: Heart Of The Matter - A Podcast On Legal Developments From Around The World, 2021.
Deutsch-Asiatischer Wirtschaftskreis e.V. (moderator): Vietnam auf neuem Kurs (Youtube video), 18/11/2022.
Massmann, Oliver: Bloomberg News Interviewing Dr. Oliver Massmann on impact of anti-corruption push (blog), 14/04/2023.
Massmann, Oliver: Vietnam From A Frontier Market To An Emerging Market - What You Must Know (blog), 10/04/2023.
Massmann, Oliver: Doing Business In Vietnam (PDF), 09/05/2023.
Massmann, Oliver: Vietnam - Legal Alert On The Power Development Plan VIII - PDP8 - What You Must Know (blog), 18/05/2023.

## Liên kết web
- Tiểu sử của ông Massmann trên trang web Duane Morris LLP

## Mục hóa
1. ↑  “Oliver Massmann”. Law.asia (bằng tiếng Anh). Truy cập ngày 3 tháng 6 năm 2023.
2. ↑  “Massmann, Oliver”. intellectual-property-helpdesk.ec.europa.eu (bằng tiếng Anh). Bản gốc lưu trữ ngày 29 tháng 5 năm 2023. Truy cập ngày 3 tháng 6 năm 2023.
3. ↑  Deutsche Welle (www.dw.com), Deutsche. “Deutscher unter Preußen | DW | 06.11.2006”. DW.COM (bằng tiếng Đức). Truy cập ngày 3 tháng 6 năm 2023.
4. ↑  “Duane Morris LLP - Dr. Oliver Massmann, Partner - Profile”. www.duanemorris.com. Truy cập ngày 3 tháng 6 năm 2023.
5. ↑  Deutsche Welle (www.dw.com), Deutsche Welle. “Deutscher unter Preußen | DW | 06.11.2006”. DW.COM (bằng tiếng Đức). Truy cập ngày 3 tháng 6 năm 2023.
6. ↑  “Dr. Oliver Massmann”. GBA (bằng tiếng Anh). 23 tháng 7 năm 2019. Truy cập ngày 3 tháng 6 năm 2023.
7. ↑  “Growing with Vietnam | Asian Legal Business”. www.legalbusinessonline.com (bằng tiếng Anh). Truy cập ngày 3 tháng 6 năm 2023.
8. ↑  “Duane Morris LLP - Dr. Oliver Massmann, Partner - Profile”. www.duanemorris.com. Truy cập ngày 3 tháng 6 năm 2023.
9. ↑  Österreich, Außenministerium der Republik. “Vertrauensanwälte und Vertrauensanwältinnen”. www.bmeia.gv.at (bằng tiếng Đức). Truy cập ngày 3 tháng 6 năm 2023.
10. ↑  “Dr. Oliver Massmann | German Asian Business Circle” (bằng tiếng Đức). Truy cập ngày 3 tháng 6 năm 2023.
11. ↑  “Massmann, Oliver”. intellectual-property-helpdesk.ec.europa.eu (bằng tiếng Anh). Bản gốc lưu trữ ngày 29 tháng 5 năm 2023. Truy cập ngày 3 tháng 6 năm 2023.
12. ↑  “Duane Morris LLP - Dr. Oliver Massmann, Partner - Profile”. www.duanemorris.com. Truy cập ngày 3 tháng 6 năm 2023.
13. ↑  “Duane Morris LLP - Dr. Oliver Massmann, Partner - Profile”. www.duanemorris.com. Truy cập ngày 3 tháng 6 năm 2023.
14. ↑  “Duane Morris LLP - Dr. Oliver Massmann, Partner - Profile”. www.duanemorris.com. Truy cập ngày 3 tháng 6 năm 2023.
15. ↑  “Oliver Massmann > Duane Morris Vietnam LLC > Hanoi > Vietnam | Lawyer Profile”. www.legal500.com. Bản gốc lưu trữ ngày 4 tháng 6 năm 2023. Truy cập ngày 3 tháng 6 năm 2023.
16. ↑  Bundesrechtsanwaltskammer. “Bundesweites Amtliches Anwaltsverzeichnis”. Bundesrechtsanwaltskammer (bằng tiếng Đức). Truy cập ngày 3 tháng 6 năm 2023.
17. ↑  Auwärtiges Amt. “Liste von in Vietnam zugelassenen Rechtsanwältinnen und Rechtsanwälten”. vietnam.diplo.de (bằng tiếng Đức). Truy cập ngày 3 tháng 6 năm 2023.
18. ↑  “Massmann, Oliver”. intellectual-property-helpdesk.ec.europa.eu (bằng tiếng Anh). Bản gốc lưu trữ ngày 29 tháng 5 năm 2023. Truy cập ngày 3 tháng 6 năm 2023.
19. ↑  “Dr. Oliver Massmann”. GBA (bằng tiếng Anh). 23 tháng 7 năm 2019. Truy cập ngày 3 tháng 6 năm 2023.
20. ↑  “Duane Morris LLP - Dr. Oliver Massmann, Partner - Profile”. www.duanemorris.com. Truy cập ngày 3 tháng 6 năm 2023.